# Елязигський землетрус (2020)

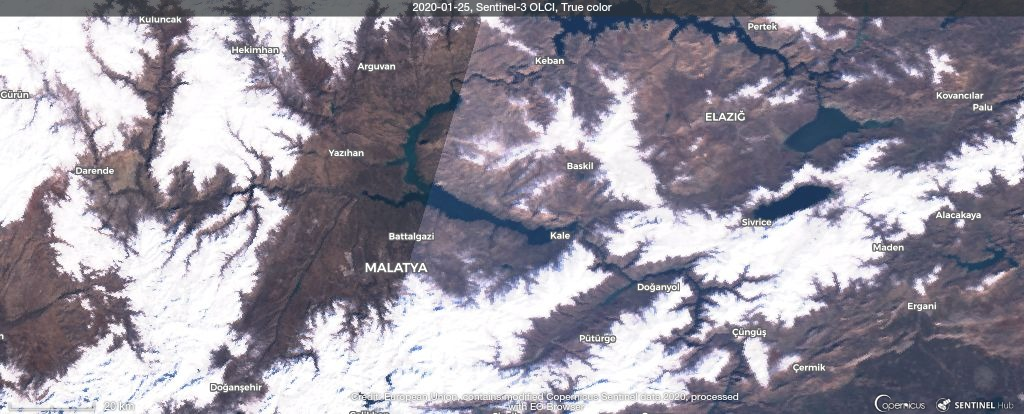
Супутниковий знімок Елязигського регіону.

Елязигський землетрус (2020) — землетрус з магнітудою 6,7 Mw, який стався о 20:55 за місцевим часом (17:55 UTC) у п'ятницю 24 січня 2020 року. Епіцентр знаходився поблизу міста Сивридже у провінції Елязиг і був відчутний у сусідніх провінціях: Діярбакир, Малатья, Адияман, Самсун, та країнах: Сирія, Ліван, Іран. Турецька обсерваторія повідомила про магнітуду 6,5 Mw. Щонайменше 41 загиблих і тисячі поранених.
Гіперцентр був розташований на глибині 11,9 км. Землетрус тривав 40 секунд.

## Тектонічні плити
Більша частина Туреччини розташована на Анатолійській плиті, яка вимушено стикається з Аравійської плитою та Євразійської плитою. 